# Az Európai Tanács elnökeinek listája
Az Európai Tanács elnöke 2009 decemberéig az Európai Unió Tanácsának elnökségét ellátó ország kormány- vagy államfője volt; nem volt semmilyen különleges hatalma, csupán egy az egyenlők közül (primus inter pares), aki a Tanács gyűléseinek szervezéséért és az ülések lebonyolításáért felelős.
A lisszaboni szerződés életbe lépése óta a maastrichti szerződés 15. cikke alapján az Európai Tanács főállású elnököt jelöl ki, aki egy alkalommal újraválasztható. Az elnök megválasztásához vagy elmozdításához az Európai Tanács kettős többségére van szükség – tehát a tagállamok 55%-ának támogatására, ahol az igennel szavazó tagországokban élő lakosok számának el kell érnie az Unió teljes lakosságának 65%-át.

## Az Európai Tanács választott elnökei (2009–)
| # | Elnök             | Elnök                     | Terminus          | Terminus           | Pártcsalád                                          | Ország        |
| - | ----------------- | ------------------------- | ----------------- | ------------------ | --------------------------------------------------- | ------------- |
| 1 | Herman Van Rompuy | Herman Van Rompuy (1947–) | 2009. december 1. | 2014. november 30. | Európai Néppárt                                     | Belgium       |
| 2 | Donald Tusk       | Donald Tusk (1957–)       | 2014. december 1. | 2019. november 30. | Európai Néppárt                                     | Lengyelország |
| 3 | Charles Michel    | Charles Michel (1975–)    | 2019. december 1. | 2024. november 30. | Liberálisok és Demokraták Szövetsége Európáért Párt | Belgium       |
| 4 | António Costa     | António Costa (1961–)     | 2024. december 1. |                    | Európai Szocialisták Pártja                         | Portugália    |

## Az Európai Tanács soros elnökei (1975–2009)
| Terminus | Terminus            | Név                      | Pártcsalád                                          | Ország             |
| -------- | ------------------- | ------------------------ | --------------------------------------------------- | ------------------ |
| 1975     | január-június       | Liam Cosgrave            | Európai Néppárt                                     | Írország           |
| 1975     | július-december     | Aldo Moro                | Európai Néppárt                                     | Olaszország        |
| 1976     | január-június       | Gaston Thorn             | Liberálisok és Demokraták Szövetsége Európáért Párt | Luxemburg          |
| 1976     | július-december     | Joop den Uyl             | Európai Szocialisták Pártja                         | Hollandia          |
| 1977     | január-június       | James Callaghan          | Európai Szocialisták Pártja                         | Egyesült Királyság |
| 1977     | július-december     | Leo Tindemans            | Európai Néppárt                                     | Belgium            |
| 1978     | január-június       | Anker Jørgensen          | Európai Szocialisták Pártja                         | Dánia              |
| 1978     | július-december     | Helmut Schmidt           | Európai Szocialisták Pártja                         | Nyugat-Németország |
| 1979     | január-június       | Valéry Giscard d'Estaing | Liberálisok és Demokraták Szövetsége Európáért Párt | Franciaország      |
| 1979     | július-december     | Jack Lynch               | Európai Progresszív Demokraták                      | Írország           |
| 1979     | december            | Charles Haughey          | Európai Progresszív Demokraták                      | Írország           |
| 1980     | január-június       | Francesco Cossiga        | Európai Néppárt                                     | Olaszország        |
| 1980     | dúlius-december     | Pierre Werner            | Európai Néppárt                                     | Luxemburg          |
| 1981     | január-június       | Dries van Agt            | Európai Néppárt                                     | Hollandia          |
| 1981     | július-december     | Margaret Thatcher        | Független                                           | Egyesült Királyság |
| 1982     | január-június       | Wilfried Martens         | Európai Néppárt                                     | Belgium            |
| 1982     | július-szeptember   | Anker Jørgensen          | Európai Szocialisták Pártja                         | Dánia              |
| 1982     | szeptember-december | Poul Schlüter            | Európai Néppárt                                     | Dánia              |
| 1983     | január-június       | Helmut Kohl              | Európai Néppárt                                     | Nyugat-Németország |
| 1983     | július-december     | Andreas Papandreou       | Európai Szocialisták Pártja                         | Görögország        |
| 1984     | január-június       | François Mitterrand      | Európai Szocialisták Pártja                         | Franciaország      |
| 1984     | július-december     | Garret FitzGerald        | Európai Néppárt                                     | Írország           |
| 1985     | január-június       | Bettino Craxi            | Európai Szocialisták Pártja                         | Olaszország        |
| 1985     | július-december     | Jacques Santer           | Európai Néppárt                                     | Luxemburg          |
| 1986     | január-június       | Ruud Lubbers             | Európai Néppárt                                     | Hollandia          |
| 1986     | július-december     | Margaret Thatcher        | Független                                           | Egyesült Királyság |
| 1987     | január-június       | Wilfried Martens         | Európai Néppárt                                     | Belgium            |
| 1987     | július-december     | Poul Schlüter            | Európai Néppárt                                     | Dánia              |
| 1988     | január-június       | Helmut Kohl              | Európai Néppárt                                     | Nyugat-Németország |
| 1988     | július-december     | Andreas Papandreou       | Európai Szocialisták Pártja                         | Görögország        |
| 1989     | január-június       | Felipe González          | Európai Szocialisták Pártja                         | Spanyolország      |
| 1989     | július-december     | François Mitterrand      | Európai Szocialisták Pártja                         | Franciaország      |
| 1990     | január-június       | Charles Haughey          | Európai Demokrata Szövetség                         | Írország           |
| 1990     | július-december     | Giulio Andreotti         | Európai Néppárt                                     | Olaszország        |
| 1991     | január-június       | Jacques Santer           | Európai Néppárt                                     | Luxemburg          |
| 1991     | július-december     | Ruud Lubbers             | Európai Néppárt                                     | Hollandia          |
| 1992     | január-június       | Aníbal Cavaco Silva      | Európai Néppárt                                     | Portugália         |
| 1992     | július-december     | John Major               | Független                                           | Egyesült Királyság |
| 1993     | január              | Poul Schlüter            | Európai Néppárt                                     | Dánia              |
| 1993     | január-június       | Poul Nyrup Rasmussen     | Európai Szocialisták Pártja                         | Dánia              |
| 1993     | július-december     | Jean-Luc Dehaene         | Európai Néppárt                                     | Belgium            |
| 1994     | január-június       | Andreas Papandreou       | Európai Szocialisták Pártja                         | Görögország        |
| 1994     | július-december     | Helmut Kohl              | Európai Néppárt                                     | Németország        |
| 1995     | január-május        | François Mitterrand      | Európai Szocialisták Pártja                         | Franciaország      |
| 1995     | május-június        | Jacques Chirac           | Független                                           | Franciaország      |
| 1995     | július-december     | Felipe González          | Európai Szocialisták Pártja                         | Spanyolország      |
| 1996     | január-május        | Lamberto Dini            | Liberálisok és Demokraták Szövetsége Európáért Párt | Olaszország        |
| 1996     | május-június        | Romano Prodi             | Európai Szocialisták Pártja                         | Olaszország        |
| 1996     | július-december     | John Bruton              | Európai Néppárt                                     | Írország           |
| 1997     | január-június       | Wim Kok                  | Európai Szocialisták Pártja                         | Hollandia          |
| 1997     | július-december     | Jean-Claude Juncker      | Európai Néppárt                                     | Luxemburg          |
| 1998     | január-június       | Tony Blair               | Európai Szocialisták Pártja                         | Egyesült Királyság |
| 1998     | július-december     | Viktor Klima             | Európai Szocialisták Pártja                         | Ausztria           |
| 1999     | január-június       | Gerhard Schröder         | Európai Szocialisták Pártja                         | Németország        |
| 1999     | július-december     | Paavo Lipponen           | Európai Szocialisták Pártja                         | Finnország         |
| 2000     | január-június       | António Guterres         | Európai Szocialisták Pártja                         | Portugália         |
| 2000     | július-december     | Jacques Chirac           | Európai Néppárt                                     | Franciaország      |
| 2001     | január-június       | Göran Persson            | Európai Szocialisták Pártja                         | Svédország         |
| 2001     | július-december     | Guy Verhofstadt          | Liberálisok és Demokraták Szövetsége Európáért Párt | Belgium            |
| 2002     | január-június       | José María Aznar López   | Európai Néppárt                                     | Spanyolország      |
| 2002     | július-december     | Anders Fogh Rasmussen    | Liberálisok és Demokraták Szövetsége Európáért Párt | Dánia              |
| 2003     | január-június       | Costas Simitis           | Európai Szocialisták Pártja                         | Görögország        |
| 2003     | július-december     | Silvio Berlusconi        | Európai Néppárt                                     | Olaszország        |
| 2004     | január-június       | Bertie Ahem              | Unió a Nemzetek Európájáért                         | Írország           |
| 2004     | július-december     | Jan Peter Balkenende     | Európai Néppárt                                     | Hollandia          |
| 2005     | január-június       | Jean-Claude Juncker      | Európai Néppárt                                     | Luxemburg          |
| 2005     | július-december     | Tony Blair               | Európai Szocialisták Pártja                         | Egyesült Királyság |
| 2006     | január-június       | Wolfgang Schüssel        | Európai Néppárt                                     | Ausztria           |
| 2006     | július-december     | Matti Vanhanen           | Liberálisok és Demokraták Szövetsége Európáért Párt | Finnország         |
| 2007     | január-június       | Angela Merkel            | Európai Néppárt                                     | Németország        |
| 2007     | július-december     | Jose Sócrates            | Európai Szocialisták Pártja                         | Portugália         |
| 2008     | január-június       | Janez Janša              | Európai Néppárt                                     | Szlovénia          |
| 2008     | július-december     | Nicolas Sarkozy          | Európai Néppárt                                     | Franciaország      |
| 2009     | január-május        | Mirek Topolánek          | Európai Konzervatívok és Reformerek                 | Csehország         |
| 2009     | május-június        | Jan Fischer              | Független                                           | Csehország         |
| 2009     | július-december     | Fredrik Reinfeldt        | Európai Néppárt                                     | Svédország         |